# ميرايدا تشافيز
ميرايدا تشافيز (1960 - 22 أبريل 2021) ممثلة ومنتجة ومقدمة برامج تلفزيونية من بورتوريكو ومديرة مركز كاجواس للفنون الجميلة. من بين البرامج التلفزيونية التي استضافتها كان يوفنتود 83. كانت شافيز ابنة الممثلة اويلدا كاربيا.
توفيت تشافيز من مرض السرطان في 22 أبريل 2021 عن عمر يناهز 61 عامًا.